# Alexandre Ménard
Pour les articles homonymes, voir Ménard.
Alexandre Ménard, né le 21 juillet 1976, à Cholet, en France, est un entraîneur français de basket-ball.

## Biographie
Alexandre Ménard a été l'assistant de JD Jackson puis est nommé entraîneur du Mans le 7 février 2017, en remplacement d'Erman Kunter.
En 2017, il signe un contrat de trois ans avec Rouen Métropole Basket, puis à la suite de la très bonne saison 2018-2019 du RMB (4e de saison régulière et finaliste des playoffs d'accession), il prolonge son contrat jusqu'en 2023.
En trois saisons (il a remplacé Nikola Antic le 17 mars 2022) à la tête de Boulazac, il a façonné l’équipe à sa main pour la conduire à la montée, selon ses principes de jeu.
L’entraîneur de Boulazac Basket Dordogne a conduit son équipe au titre, son premier chez les pros, et à la montée en trois saisons. Et, à titre personnel, il a été élu meilleur coach de Pro B de l’année, une « récompense méritée » pour ses pairs.

## Palmarès
- Médaillé de bronze aux Championnats d'Europe de basket U20 comme assistant coach de l'Équipe de France U20.

- Champion de France de Pro B 2025[4]
- Elu meilleur entraîneur de Pro B 2024-2025[5]